# نمانیا ماکسیمویچ

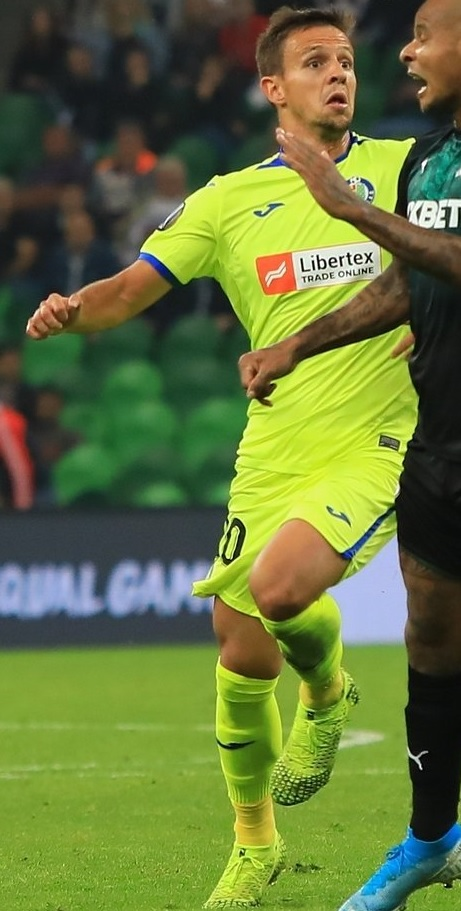
تصویر نمانیا ماکسیمویچ در جریان مسابقه

نمانیا ماکسیمویچ (سیریلیک صربی: Немања Максимовић؛ زادهٔ ۲۶ ژانویهٔ ۱۹۹۵) بازیکن فوتبال اهل صربستان است.

## باشگاهی
از باشگاه‌هایی که در آن بازی کرده‌است می‌توان به آستانه، والنسیا و ختافه اشاره کرد.

## تیم ملی
وی همچنین در تیم ملی فوتبال صربستان بازی کرده‌است.